# Essar Energy
Essar Energy Plc est une société tournée vers l'Inde. Elle produit de l'énergie avec des actifs dans des sociétés de pétrole et de gaz. Son siège est à Port-Louis, Maurice. Filiale de Essar Group, la société a des intérêts dans la production d'électricité et de pétrole. En mai 2014, la société a été achetée par son actionnaire majoritaire.

## Histoire
Créé en 1998 en tant que filiale à part entière du conglomérat de Essar , la société a été en partie introduite à la Bourse de Londres en avril 2010, ce qui est l'introduction en bourse la plus importante du groupe depuis décembre 2007. La société a été ajoutée à l'Indice FTSE 100 à la suite de la révision trimestrielle. Le groupe Essar conserve environ 76 % des parts de Essar Energy.
Essar Energy a annoncé en 2013 qu'il allait vendre sa part de 50 % dans Kenya Petroleum Refineries Limited au gouvernement kenyan.
En mai 2014, la société a été achetée par son actionnaire majoritaire.

## Opération

### Pétrole et gaz
Essar Oil est une société d'envergure internationale de pétrole et de gaz avec une forte présence dans la chaîne de production des hydrocarbures, de l'exploration à de la production et à la vente

#### Opérations
L'exploration et la production
- Asie & Afrique
- Vadinar, Gujarat, Inde
- Stanlow, royaume-uni
- Mombasa, Kenya

### Puissance
Essar Energy dispose d'une capacité de production de 3,910 MW dans six usines.

#### Centrales électriques
- Essar Hazira, Hazira, Gujarat. C'est une centrale thermique fonctionnant au gaz, capable de produire 515 MW (1x215, 1x300 MW). L'usine est entièrement fonctionnelle.
- Essar Vadinar, Vadinar, Gujarat. C'est une centrale thermique, capable de produire 1 010 MW (1x120, 1x380 MW, 1x510 MW). L'usine est entièrement fonctionnelle.
- Essar Bhander, Hazira, Gujarat. C'est une centrale thermique fonctionnant au gaz, capable de produire 500 MW (1x500 MW). L'usine est entièrement fonctionnelle.
- Essar Salaya, Salaya, Gujarat. C'est une centrale thermique fonctionnant au charbon, capable de produire 1 200 MW (2x600 MW). L'usine est entièrement fonctionnelle.
- Essar Algoma, Algoma, Ontario, Canada. C'est une centrale thermique, capable de produire 85 MW (1x85 MW). L'usine est entièrement fonctionnelle.
- Essar Mahan, Mahan, dans le district de Singrauli, état du Madhya Pradesh. C'est une centrale thermique fonctionnant au charbon, capable de produire 1 200 MW (2x600 MW). Une seule unité est fonctionnelle.
- Essar Hazira-2, Hazira, Gujarat. C'est une centrale thermique, capable de produire de 270 MW (2x135 MW). Cette usine n'est pas encore opérationnelle.
- Essar Tori, Tori, Jharkhand. C'est une centrale thermique fonctionnant au charbon, capable de produire 1 800 MW (3x600 MW). Cette usine n'est pas encore opérationnelle.
- Essar Paradip, Paradip, De L'Odisha. C'est une centrale thermique fonctionnant au charbon, capable de produire 120 MW (4x30 MW). Cette usine n'est pas encore opérationnelle.

### Pétrole

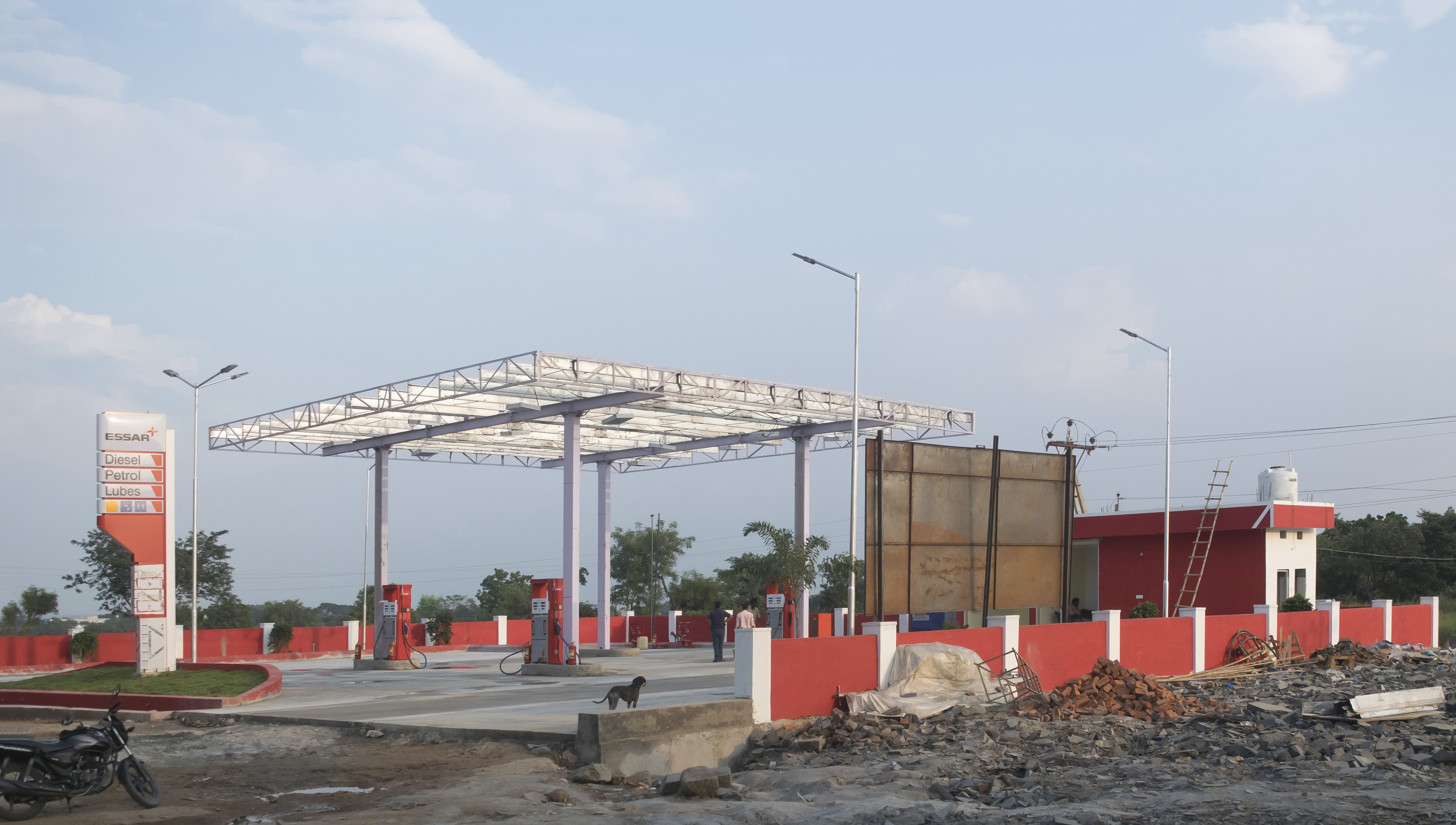
Une station service appartenant à Essar de Pétrole dans Khammam, Telangana, Inde

La gestion du pétrole et du gaz de la compagnie sont effectuées par le biais de la filiale Essar Oil Limited, qui est cotée à la Bourse Nationale de l'Inde et de la Bourse de Bombay. Essar possède 86 % de cette société.
Essar Oil détient et exploite Essar Refinery, une raffinerie de pétrole à Vadinar dans le district de Jamnagar, à Gujarat. C'est la deuxième plus grande raffinerie de l'Inde, elle a une capacité de 18 millions de tonnes par an.
Essar Oil détient à la fois les droits d'exploration et de production onshore et offshore du pétrole en Inde, ainsi que le droit à la recherche du gaz de couche. La firme est également titulaire de droits d'exploration et de production au Nigeria, au Vietnam, en Australie, en Indonésie et à Madagascar. Le total de ses réserves équivaut à 320 000 m3, 23 500 000 m3 ressources contingentes et 160 900 000 m3 en ressources potentielles. En juin 2012, Essar energy a reçu l'approbation pour développer une mine de charbon en Indonésie.